# San Antonio de los Cobres
San Antonio de los Cobres é um município da província de Salta, na Argentina.